# Charlie Nishinaka
Charlie Nishinaka (チャーリーにしなか) est le pseudonyme d'un mangaka japonais spécialisé dans le hentai.

## Œuvres
- Tenshi no Kyūsoku (天使の休息?)